# Aptera (Grèce)
Vous lisez un « bon article » labellisé en 2008.
Pour les articles homonymes, voir Aptera.
Aptera (grec moderne : Άπτερα), parfois appelée Aptara, Apteria, Apterea, Aptaria ou Aptére, est une ancienne cité de Crète, désormais en ruines, située dans le district régional de La Canée. Aptera fut fondée sur la colline de Paliokastro, à une altitude de 230 mètres environ, et domine toute la baie de Souda, à environ 15 km à l'est de l'actuelle La Canée.
Fondée vers le VIIIe siècle av. J.-C. à la fin de l'époque minoenne, la ville atteint son apogée à l'époque hellénistique. Aptera, par sa position stratégique dans la baie de Souda, possédait deux ports : Minoa (l'actuelle Maráthi) et Kissamos (près de l'actuelle Kalyvès). Aptera continua à être une importante cité au cours de la période romaine puis lors des premiers temps de l'Empire byzantin, avant d'être détruite par deux tremblements de terre, aux IVe et VIIe siècles, puis par les Sarrasins en 823.
Les Vénitiens ont ensuite construit un fort à l'emplacement de la cité. Il fut détruit par des pirates en 1583. La position stratégique du site fut également exploitée par les Ottomans qui firent construire une forteresse dominant toute la baie de Souda, au nord du site, ainsi que par les troupes allemandes qui se positionnèrent sur le plateau de l'ancienne cité lors de la Seconde Guerre mondiale.
Robert Pashley fut le premier à établir un lien entre les ruines découvertes sur la colline de Paliokastro et la cité d'Aptera, confirmant cette identification grâce aux monnaies que l'on trouva sur le site. Les fouilles archéologiques commencèrent en 1942. Elles furent alors menées par les Allemands qui occupaient l'île. D'autres fouilles eurent lieu en 1986-1987 puis en 1992-1995. Les fouilles se poursuivent encore aujourd'hui.

## Topographie

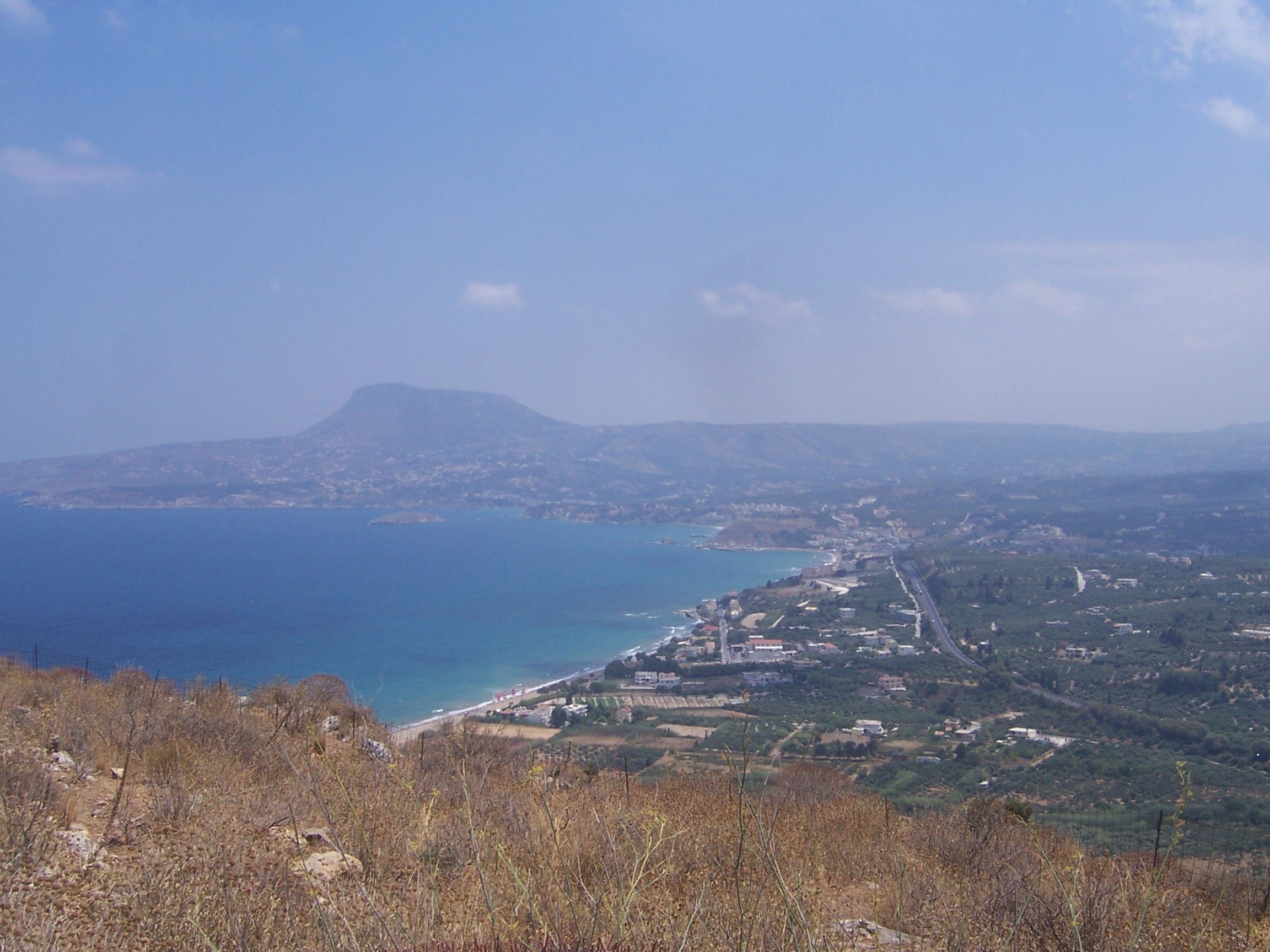
Kalyvès, et le cap Drápano depuis Aptera

L'ancienne Aptera fut fondée sur l'actuelle colline de Paliokastro à une altitude d'environ 230 mètres. La cité est remarquable par son emplacement stratégique : elle domine toute la baie de Souda au nord, la plaine d'Apokóronas à l'ouest et tout le massif des Montagnes blanches, au sud. Cet emplacement stratégique a favorisé son développement, en particulier au IVe siècle av. J.-C. De plus, ses deux ports : Kissamos (l'actuelle Kalyvès) et Minoa (l'actuelle Marathi), situés à l'entrée de la baie, lui ont assuré le contrôle du commerce dans la région. L'historien Nicolas Svoronos alla jusqu'à qualifier Aptera de la plus importante cité commerciale de Crète et l'une des plus puissantes pendant sa période de prospérité.
En tant que cité-État, Aptera contrôlait toute la région et de nombreux villages. Selon les sources, les frontières possibles de ce territoire auraient été le territoire de Kydonia, à l'ouest, et celui de Lappa, au sud. Il se serait étendu sur l'ensemble du cap Drapanon, à l'est. La rivière Pyktos, qui traverse les plaines situées au sud et à l'est de la colline sur laquelle repose Aptera, faisait des plaines des actuelles Stýlos et Armenoi des plaines fertiles pour l'agriculture. Des traces de villages ou de fermes isolées ont été découvertes aussi bien dans ces plaines que plus haut en altitude. Des parties du réseau routier reliant Aptera aux cités voisines ont été mises au jour. Une borne milliaire indiquant la distance entre Aptera et Kissamos a été retrouvée sur l'axe menant à Lappa. Cette borne fait également mention de l'empereur Trajan et daterait de l'année 99-100.
Les murs de la ville, longs de 3 480 mètres, entourent la partie plate de la colline. La surface encerclée par la muraille ne fut jamais complètement urbanisée.

## Nom de la cité
Le terme « Aptera » pourrait être lié au culte d'Artémis Aptera. Il n'est pas rare de voir le nom d'une cité dériver de celui d'un dieu ou d'une déesse. À Aptera, la cité aurait cependant choisi une épiclèse plutôt que le nom même de la déesse, ce qui est plus rare. Cela pourrait signifier que le terme Aptera précédait peut-être celui d’Artémis, une confusion née de la fusion des cultes d’Artémis avec celui du culte minoen de la déesse des animaux.
Joseph Pitton de Tournefort rapporte que, d'après Eusèbe de Césarée, le nom d'Aptera viendrait, selon la tradition, d'Apteron, roi de Crète, fils de Kydon et père de Lappios, qui aurait vécu au temps de Moïse, vers -1800. D'après Pausanias, Ptéras, fondateur du second temple d'Apollon à Delphes, aurait donné son nom à la cité. Pour Richard Pococke, c'est un roi antique de Crète, Aptéras, qui aurait donné son nom à la cité. Enfin, une autre légende, rapportée par Étienne de Byzance au VIe siècle, raconte qu'une compétition musicale fit s'affronter les Muses et les sirènes dans le temple de Muses. À l'issue de ce concours, les Muses l'emportèrent et les Sirènes, désemparées, retirèrent leurs ailes. Leurs ailes blanches tombèrent dans la baie de Souda et formèrent ainsi les différents îlots de la baie, appelés îles blanches. Les sirènes, se retrouvant dépourvues d'ailes (Apteres en grec) donnèrent ainsi leur nom à la ville,.
La plus ancienne occurrence du nom « Aptera », sous la forme A-pa-ta-wa, a été trouvée à Cnossos, sur une tablette en linéaire B du XIIIe siècle av. J.-C. Le terme Aptara, d'origine dorienne, n'est apparu que plus tard, lorsque les Doriens se rendirent maîtres de l'île,. C'est la forme dorienne qui semble avoir prédominé en Crète, comme l'indiquent les pièces de monnaie ainsi que les inscriptions retrouvées. La forme Aptera semble, quant à elle, avoir prédominé dans le reste du monde grec.

## Histoire

### De la fondation à la période hellénistique
La Crète bénéficia, vers le IXe siècle av. J.-C., de conditions favorables au développement de nouvelles cités, parmi lesquelles Eleftherna, Lappa, Lyttos, Kydonia et Aptera. Cette dernière aurait été fondée au cours de la période géométrique, soit vers le VIIIe siècle av. J.-C., d'après les fouilles effectuées dans le cimetière de la ville. Aptera pourrait avoir été, au moins dans un premier temps, une cité « industrielle ». Il existait alors, dans la région, des mines exploitées depuis la période minoenne. Ainsi, à Meskla, antique Κεραια, à environ trois à quatre heures de marche d'Aptera, on exploitait le fer et le cuivre. Mais la région d'Aptera est surtout connue au travers des Dactyles idéens qui, selon la tradition, auraient découvert le feu, le cuivre et le fer ainsi que l’art de travailler ces métaux dans la région des Aptéréens. Ils se seraient situés près du mont Berekynthos. Là, dans la commune de Maláxa, se trouvait également une des plus anciennes mines d'Europe.
Ce que nous savons de la cité provient d'ailleurs majoritairement des fouilles, étant donné le peu de textes l'évoquant. Cependant Pausanias nous apprend qu'en -668 les archers d'Aptera prirent part à la seconde guerre de Messénie aux côtés de Sparte,. Au Ve siècle av. J.-C., tout comme l'ensemble des cités crétoises, Aptera ne prit pas part aux guerres médiques, sans pour autant rompre ses relations commerciales avec Athènes, si l'on en croit les poteries importées retrouvées lors des fouilles et datant de cette période. Comme de nombreuses cités crétoises, la ville prospéra au IVe siècle av. J.-C. On comptait jusqu'à huit faubourgs, situés au pied de la colline jusque dans la vallée de Stýlos. Réputée pour l'habileté de ses archers, Aptera fournit des mercenaires à divers conflits hors de Crète qui ramenèrent ensuite des richesses dans leur cité d'origine. On trouva également des mercenaires d'Aptera parmi les nombreux pirates de l'Égée. L'argent, importé d'Égypte et de Cyrénaïque, permit à la cité de frapper ses propres pièces et ainsi de renforcer son indépendance et sa puissance économique. La plupart de ces pièces (on compte 76 types différents) représentaient la déesse Artémis sur l'envers avec l'inscription APTARAION ou APTERAION et Pteras sur le revers. D'autres pièces ont été retrouvées avec les portraits de Zeus, Apollon ou Héra et une torche, une abeille ou un arc sur le revers. Les archéologues estiment la population d'Aptera à cette période à 20 000 habitants, dont 1/5e d'hommes libres et le reste d'esclaves. De nombreux hommes libres sont marchands, propriétaires terriens ou armateurs.
On retrouva Aptera aux côtés de Sparte dans sa guerre chrémonidéenne contre les Macédoniens en -267 - -266. Les querelles internes que connut la Crète au IIIe siècle av. J.-C., principalement entre Cnossos et Gortyne, amenèrent Aptera à s'allier le plus souvent avec Cnossos. Après la destruction de Lyttos par Cnossos, lors de la Guerre de Lyttos en -220, les alliés de Cnossos que sont Aptera, Kydonia et Eleftherna se retrouvèrent assiégées par les alliées de Gortyne (Lappa et Pollyrrhenia) ainsi que par l'armée de Philippe V de Macédoine. Aptera finit par se joindre au camp de Gortyne, devenue alors la principale cité de l'île,,.
L'intense activité d'Aptera en matière de politique étrangère est confirmée dans des inscriptions concernant des alliances et dans la nomination de consuls représentant la cité dans de nombreuses autres cités. Ainsi on trouva Aptera dans les trente villes qui s'allièrent au roi de Pergame Eumène II en -183. Elle honora Attale II en érigeant une statue de bronze à son effigie. La cité nomma des consuls pour la représenter à Knossos, Hierapytna, Malia, mais aussi dans le Péloponnèse, dans l'Égée, en Asie mineure et sur les côtes de l'Adriatique.
Les plus anciennes traces de cultes découvertes datent du VIIIe siècle av. J.-C. et ont été retrouvées près du temple bipartite attribué au culte d'Artémis et d'Apollon Ce temple, découvert en 1942, daterait du Ve siècle av. J.-C. La déité centrale d'Aptera était Artémis. En plus de ce temple, on retrouvait le portrait de la déesse sur deux types de monnaies d'argent aux IVe et IIIe siècles av. J.-C.. Aux IIIe et IIe siècles av. J.-C., une inscription nous informe que des courses se tinrent en son honneur pendant le mois de Diktynnaois, c'est-à-dire le mois de Dyktinna, une forme archaïque du nom d'Artémis en Crète. On trouve également la mention d'un sanctuaire d'Artémis dans une autre inscription à l'occasion du renouvellement d'une alliance avec la cité de Teo, en Asie mineure, en -170. Enfin, dans une autre inscription votive, il est fait référence à Artémis sous le nom Eileithyia, ou déesse de la naissance. D'autres dieux et déesses furent honorés à Aptera. Les chercheurs allemands ont mis au jour un temple dédié à Dionysos et des pièces avec les portraits d'Hermès, de Zeus, Hestia ou d'Héra ont pu être retrouvées.

### Aptera romaine

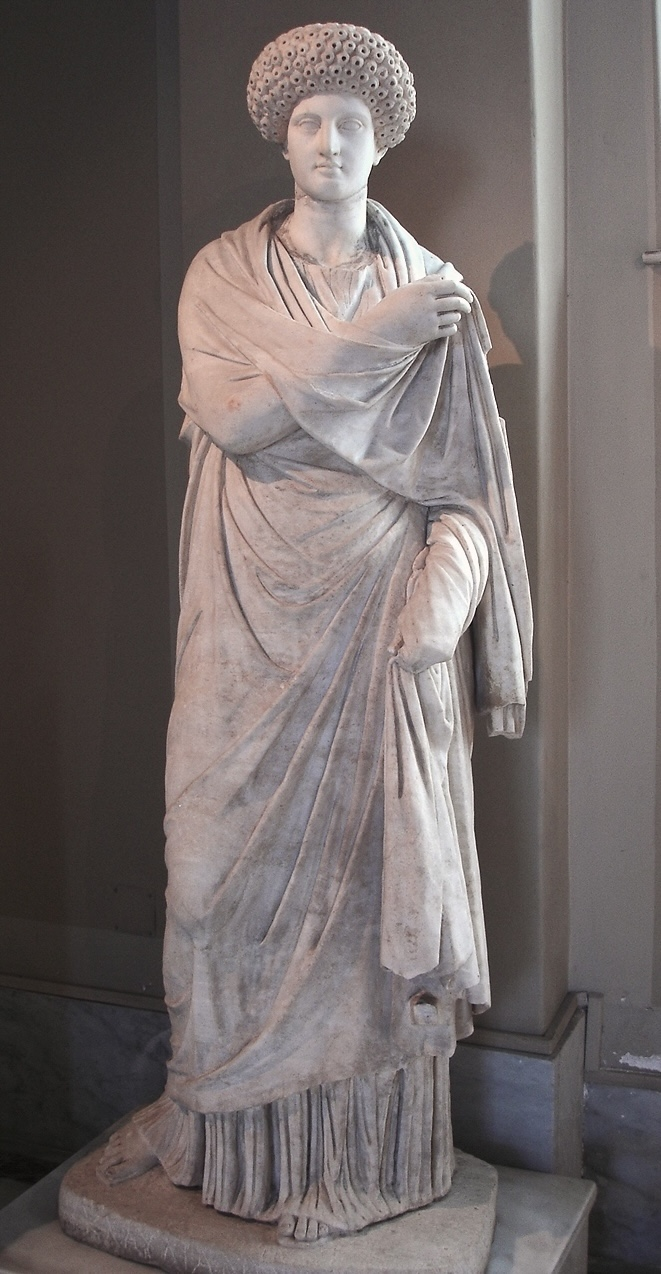
Noble romaine anonyme

Lors de la conquête de la Crète par Metellus (67 à 63 av. J.-C.), Aptera se rendit sans combattre tout comme le fit Kydonia. Cet acte permit à la cité de recueillir les faveurs des Romains qui n'infligèrent à Aptera que des taxes peu élevées. Le déclin d'Aptera semble s'être amorcé avant la conquête romaine, sans doute parce que la cité devint dépendante de sa voisine Kydonia. D'ailleurs, l'usage de pièces de monnaie de Kydonia laisse penser qu'Aptera fut placée sous l'autorité administrative de celle-ci. D'après les fouilles, la ville connut cependant un nouvel essor aux Ier et IIe siècles. Les importantes infrastructures mises en place à cette époque montrent son développement : les imposantes citernes d'eau qui la ravitaillaient en eau sont le signe d'une ville à la population importante.
Les fouilles montrent qu'à la période romaine, Aptera continua à vouer un culte à différents dieux, voire s'ouvrit à de nouveaux cultes. Les fouilles entreprises par Stylianós Alexíou (en) en 1958 ont mis au jour un petit temple du Ier siècle av. J.-C. dédié à Démeter et Perséphone. Le culte de Dionysos semble toujours présent au travers d'une statue d'époque romaine retrouvée sur le site. Des statues d'Aphrodite et d'Hermès ont été découvertes dans la « villa au péristyle ». Enfin, dans la nécropole, ont été découvertes des preuves de l'existence d'un culte voué à Isis, la déesse égyptienne. Ce culte est peut-être arrivé lors de la période hellénistique mais il se développa sûrement lors de la période romaine.

### Déclin et destruction de la cité
À partir du IIIe siècle, Aptera commença à décliner et cela alors que des cités telles que Kissamos et Kydonia prospéraient. Ce déclin s'accéléra avec le tremblement de terre de 364-365 qui détruisit plusieurs villes de Crète. La cité continua à être habitée, comme l'atteste Hiéroclès, et fournit même des évêques au cours de la période byzantine. Les archéologues ont pu retrouver les fondations d'une église chrétienne du VIIe siècle ou VIIIe siècle et des tombes sous le sol de l'édifice. Un second tremblement de terre au VIIe siècle et le pillage par des pirates sarrasins marquèrent l'abandon de la ville par ses derniers habitants.
Un monastère, fondé vers 1182 et dédié à Saint Jean le Théologien, s'établit au centre de l'ancienne cité. Propriété du monastère de Patmos, il le resta jusqu'en 1964.
Le site de l'ancienne cité servit plus tard à l'installation, par les Vénitiens, d'une forteresse appelée Paleokastro (ou Paliokastro), mais le village fut à son tour détruit par des pirates en 1583. Puis, au milieu du XIXe siècle, les ruines d'Aptera servirent de carrière pour la construction de la forteresse d'Itzedin, à Kalámi, construite par les Turcs en l'honneur du fils du sultan (1872).

### Redécouverte de la cité
Après sa destruction, la cité tomba dans l'oubli et il faut attendre plusieurs siècles pour la voir identifiée. Ainsi, en 1415, le géographe Cristoforo Buondelmonti semble identifier Minoa sur ce qui est le site d'Aptera. Il décrivit déjà les citernes de la cité et en prit les mesures. Domenico Negri commit la même erreur en 1557. Cornaro, qui pensait que Minoa se trouvait entre Kydonia et Aptera, plaça cette dernière plus à l'est qu'elle ne l'était dans la réalité. En 1630, Basilicata décrivit un théâtre rond et des mosaïques, mais ne chercha pas à identifier le nom de la cité.

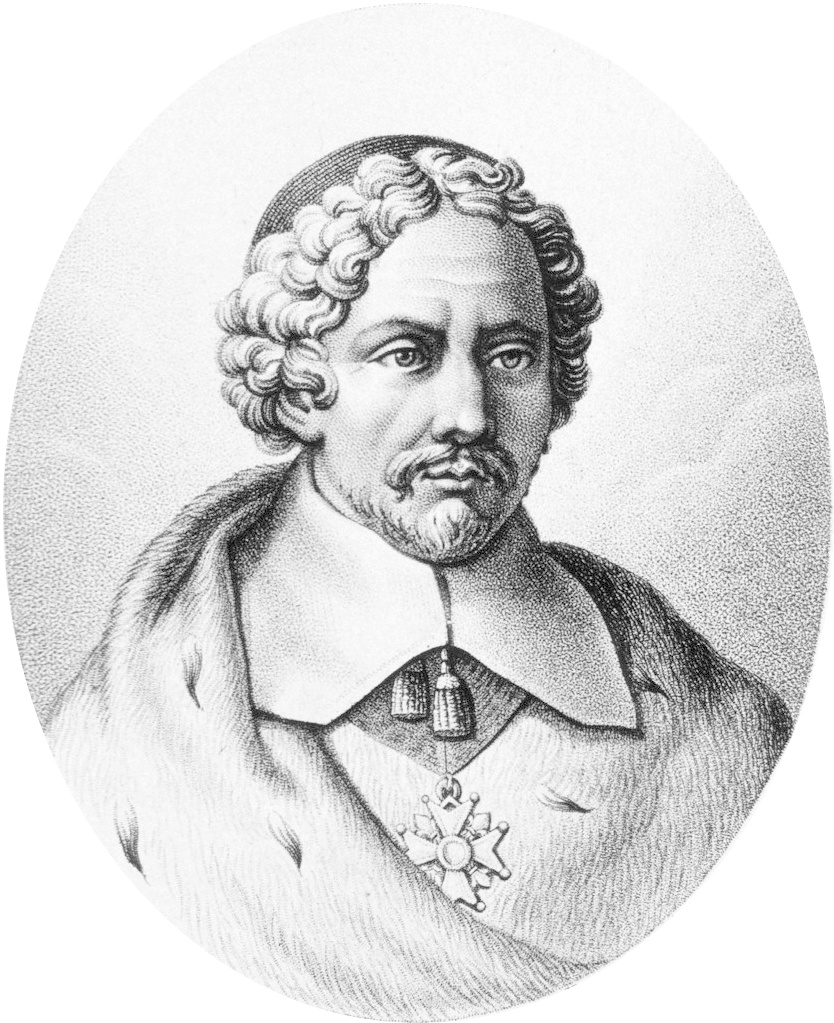
Joseph Pitton de Tournefort.

Joseph Pitton de Tournefort se rendit en Crète en 1700. En juillet de cette année-là, il visita les ruines de Paleokastro. Il se référa à Strabon pour émettre l'hypothèse que Paleokastro était le site de l'ancienne Aptera et regretta que la population locale ait oublié cette ancienne cité. Robert Pashley fut le premier, en 1834, à situer Aptera avec précision. Il conforta son opinion par la présence de pièces sur le site portant la mention APTE. Il découvrit près du monastère de St Jean le Théologien, à environ un mètre de profondeur, un mur portant un décret de la cité antique.
En 1862 et 1864, le Français Carle Wescher fouilla la ville et mit au jour le « mur des inscriptions ». Celui-ci pourrait marquer l'emplacement du prytanée. Ce mur comportait un décret rendu par le sénat et avait pour objet de décerner des honneurs à Attale, roi de Pergame, afin de le remercier de sa bienveillance envers la confédération crétoise en général et envers Aptera en particulier. Le texte mentionnait que la cité ferait ériger une statue de bronze représentant Attale, soit à pied, soit à cheval selon son gré, et qu'elle garantirait au roi sa sécurité personnelle, aussi bien en temps de paix qu'en temps de guerre, et ce aussi bien au sein de la ville d'Aptera que dans ses ports. La découverte de Wescher permit d'attester les hypothèses de Pashley selon lesquelles Paleokastro était situé sur les ruines d'Aptera. En septembre 1878, Haussoullier se rendit également à Aptera, étudia, copia et publia les inscriptions trouvées par Wescher. Selon lui le « mur des inscriptions » se trouvait près du temple bipartite probablement dédié à Artémis. En 1899, lorsque deux voyageurs italiens, Luigi Savignoni et Gaetano de Sanctis, se rendirent sur les lieux, le mur des inscriptions avait disparu. Mais, en 1928, trois nouvelles inscriptions furent mises au jour.

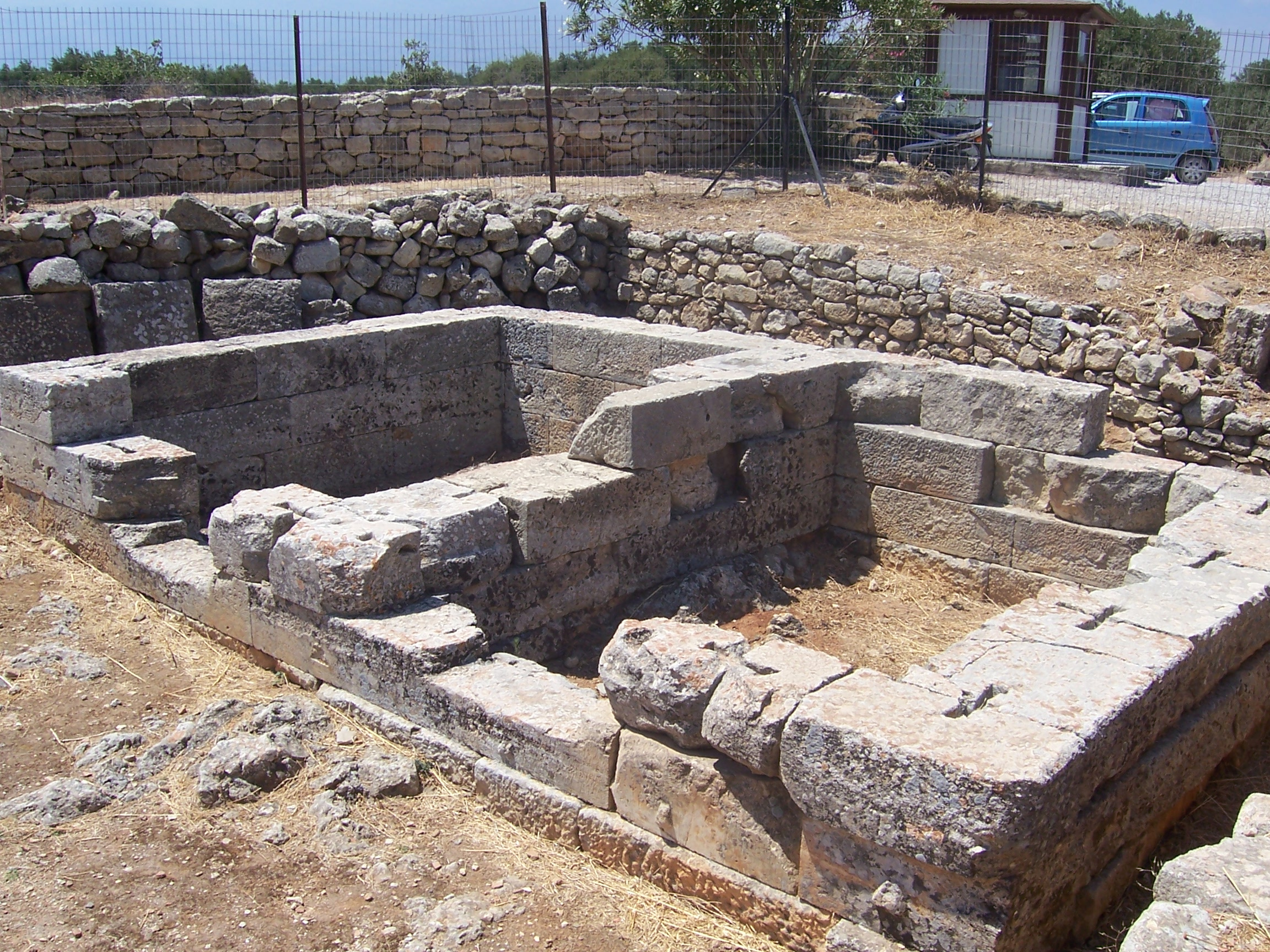
Ruines du temple bipartite

Après la bataille de Crète, le site fut occupé par l'armée allemande. Sa position stratégique explique un tel choix. De nos jours, on peut encore apercevoir des nids de mitrailleuses construits à partir des pierres trouvées sur le site. Lors de cette occupation, le site fut de nouveau fouillé. Le temple bipartite fut retrouvé au sud-ouest du monastère. Daté du Ve siècle av. J.-C. ou IVe siècle av. J.-C., il fut par la suite utilisé comme tombe avant d'être recouvert par d'autres bâtiments d'époque médiévale.
En 1958, l'archéologue Stylianós Alexíou fouilla le site. Il découvrit un temple en l'honneur de Déméter. Plusieurs exemples de kernoi de l'époque hellénistique y ont été découverts. Alexíou découvrit également un groupe de tombes du IVe siècle av. J.-C. qui contenaient des broches en argent et de la vaisselle, et une partie d'un traité conclu entre Aptera et Kydonia.

## Urbanisme et principaux monuments

### Monuments antiques

#### Citernes et bains romains

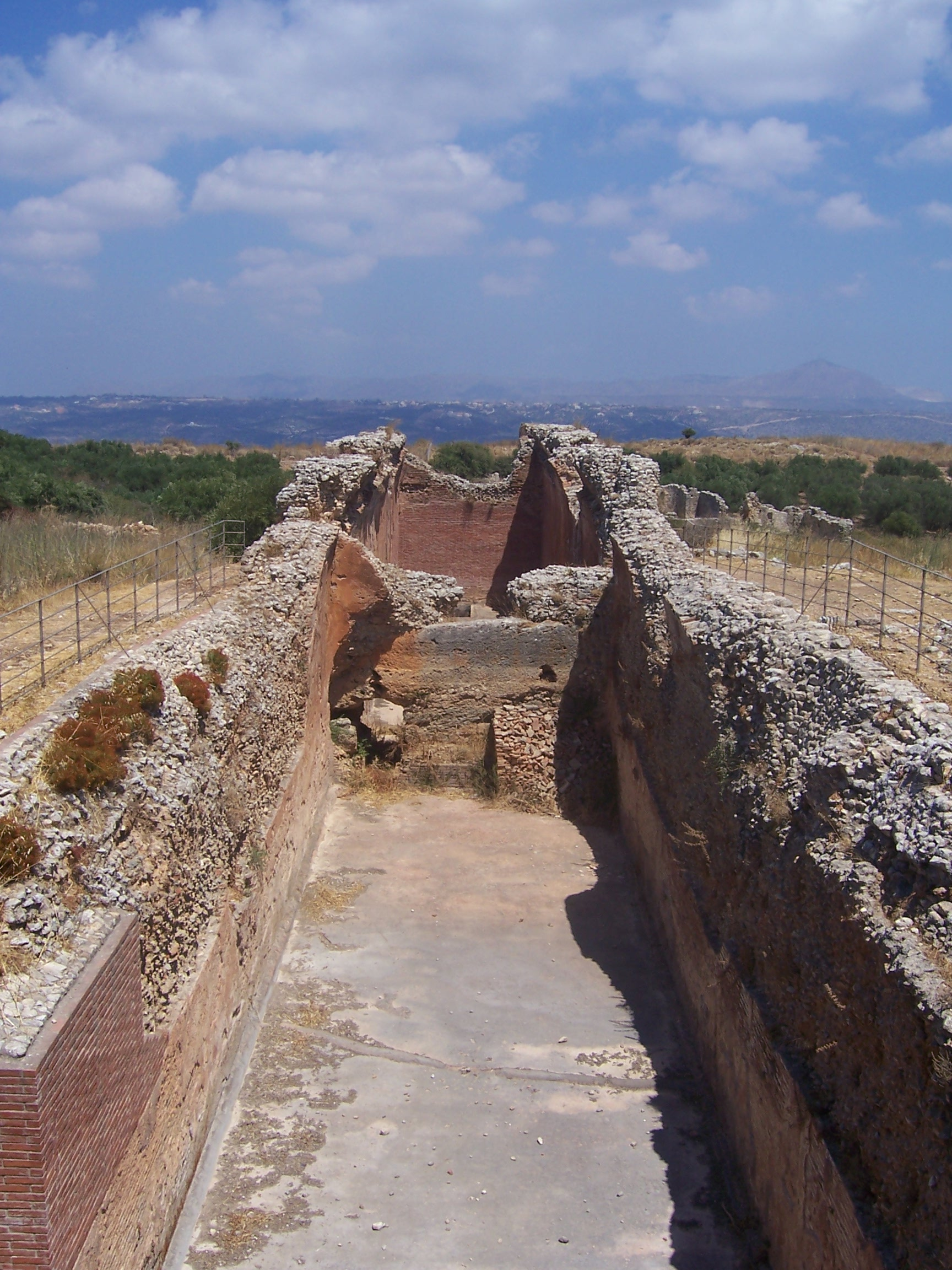
La citerne Γ

Les plus imposants monuments de la cité sont ses citernes d'eau potable. Datées de la période romaine, il n'est pas exclu que les plus anciennes soient de la période hellénistique.
La plus imposante des citernes, appelée gamma (Γ) en raison de sa forme, mesure 55,80 m de longueur et 25 m de largeur et a une capacité de 3 050 mètres cubes d'eau. Le toit, disparu aujourd'hui, était vouté à l'origine. Les murs sont renforcés à l'intérieur par un mur de briques et de plâtre, l'étanchéité du complexe étant assurée par un épais enduit de plâtre étanche. À cause de la longueur du bâtiment, un mur de soutènement a été ajouté afin d'aider les parois à porter le toit et à supporter la pression de l'eau. C'est à cet endroit que fut placé un escalier permettant de descendre dans la citerne et d'assurer son entretien. Le conduit d'évacuation d'eau n'est pas placé à hauteur du sol. Il est légèrement plus élevé, afin que les impuretés présentes dans l'eau n'atteignent pas le conduit d'eau potable et se déposent au fond de la cuve.
La seconde citerne comporte trois compartiments et autant de voûtes. Une partie de ce complexe est creusée à même la roche, le reste étant un travail de maçonnerie similaire à la première citerne, recouvert d'un enduit très dur qui a persisté sur une grande partie des murs. Sa capacité est évaluée à 2 900 mètres cubes. Après l'abandon de la ville, lorsque le site ne fut plus habité que par les moines du monastère, cette citerne fut détournée de son utilité première et servit probablement de grenier à grains. Lors de cette transformation, l'escalier menant du toit au sol et permettant l'entretien de la cuve fut détruit. À la place, un accès à la citerne fut creusé au niveau du sol.
L'alimentation de ces citernes se faisait par des ouvertures dans le toit de chacune d'elles. Mais l'eau était également collectée par de nombreuses autres citernes situées en divers endroits de la ville qui alimentaient ensuite les deux principales par un système d'aqueducs. Pashley et Perrot décrivent des tuyaux en terre cuite enterrés près de l'entrée des citernes, ainsi qu'un petit aqueduc de 80 centimètres de large et autant de haut,.
Ces deux citernes servaient principalement à l'alimentation de complexes de bains situés au nord de ces deux citernes. Contrairement aux usages à l'époque, aucune mosaïque n'a été retrouvée dans ces bains, construits dans les toutes premières années du Ier siècle.

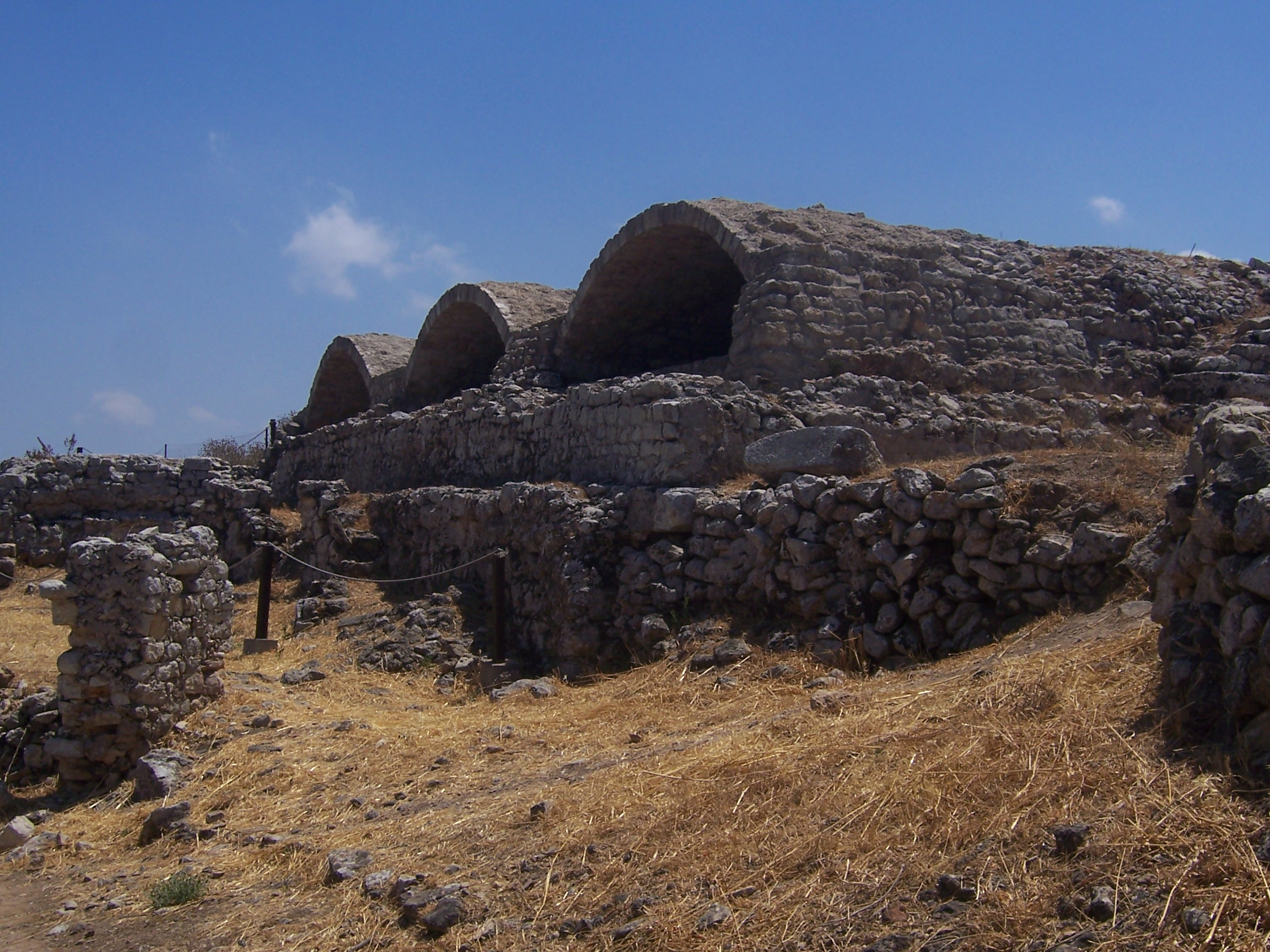
Voûtes des citernes
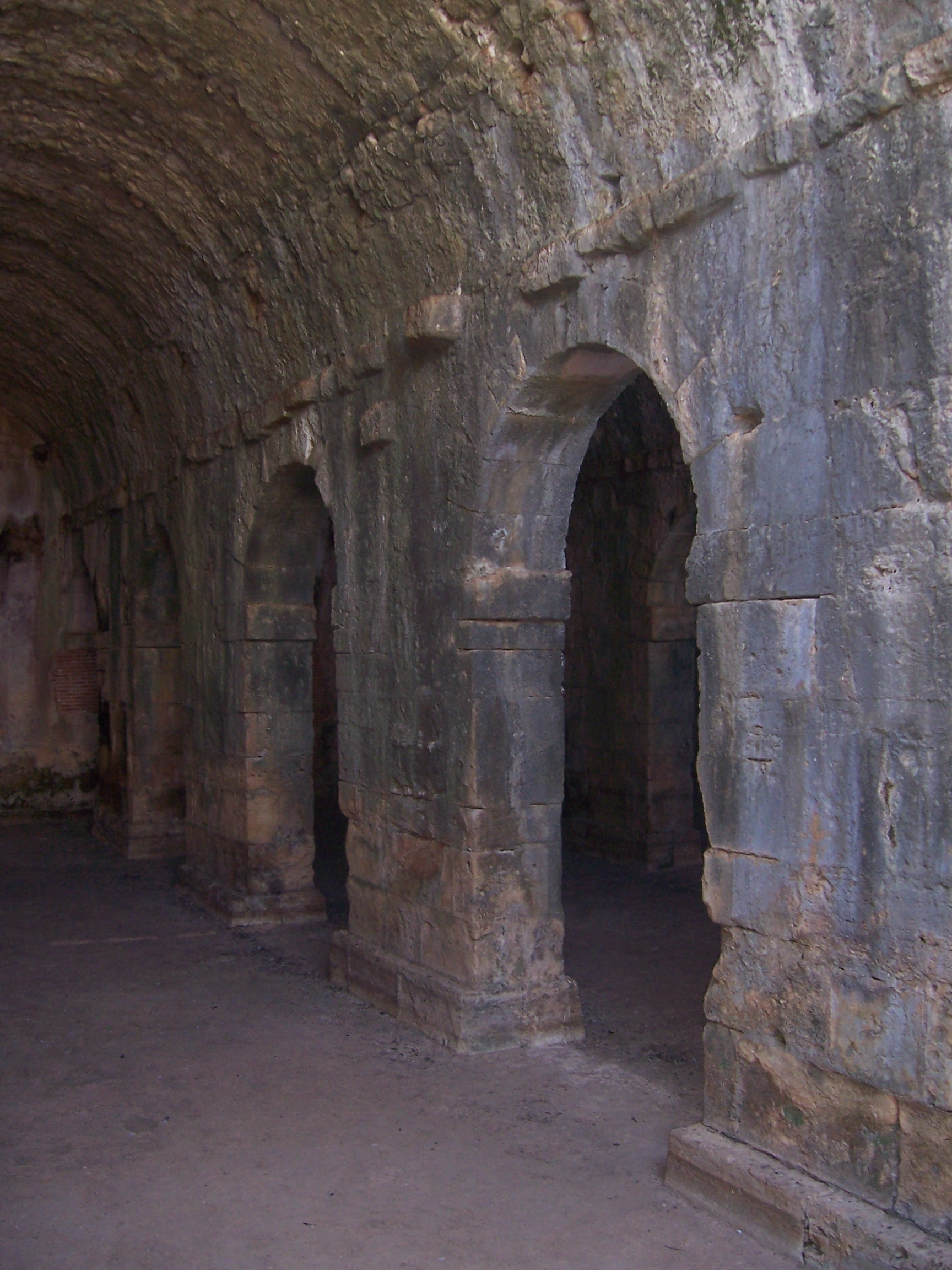
Intérieur des citernes
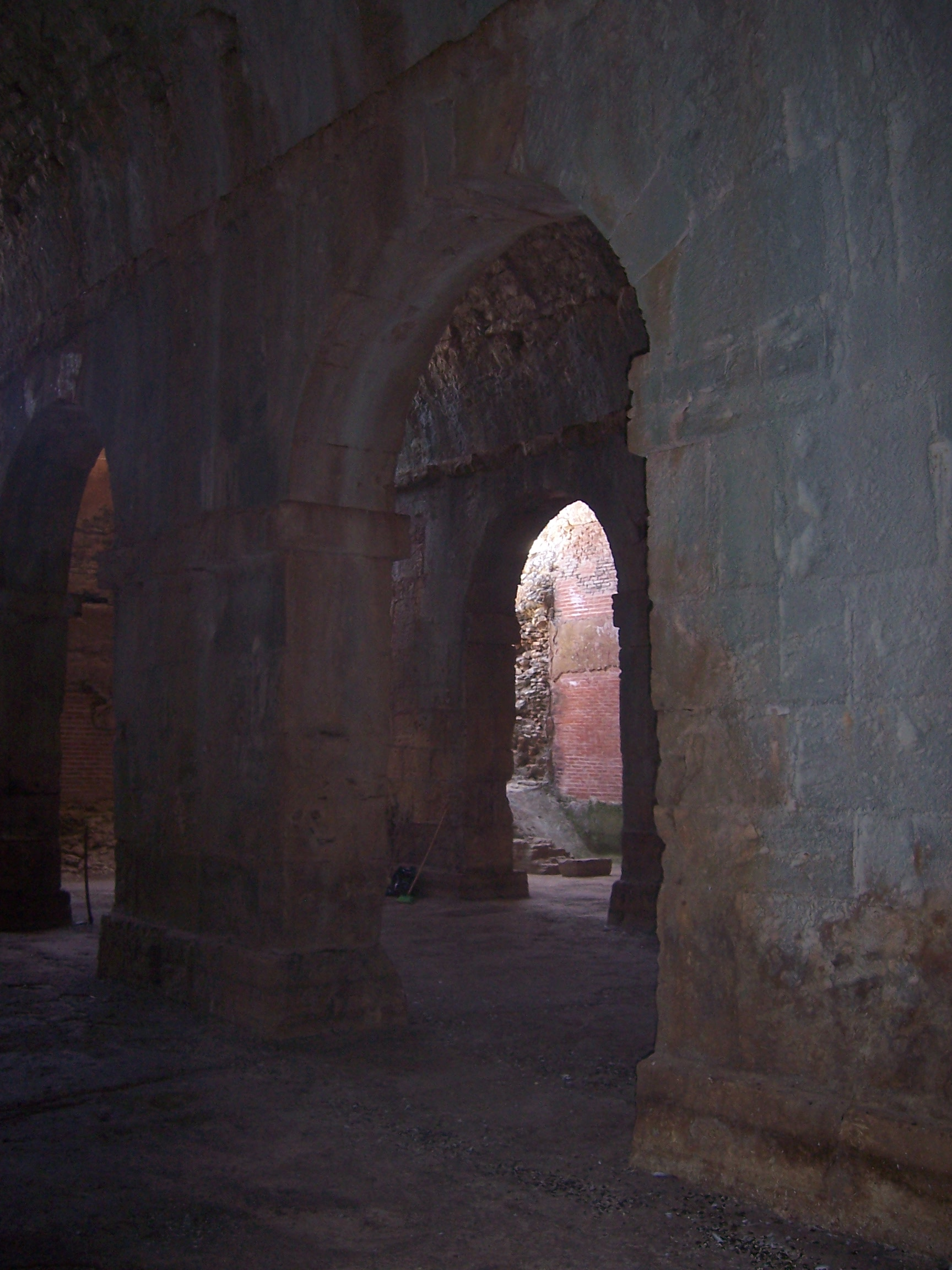
Intérieur des citernes
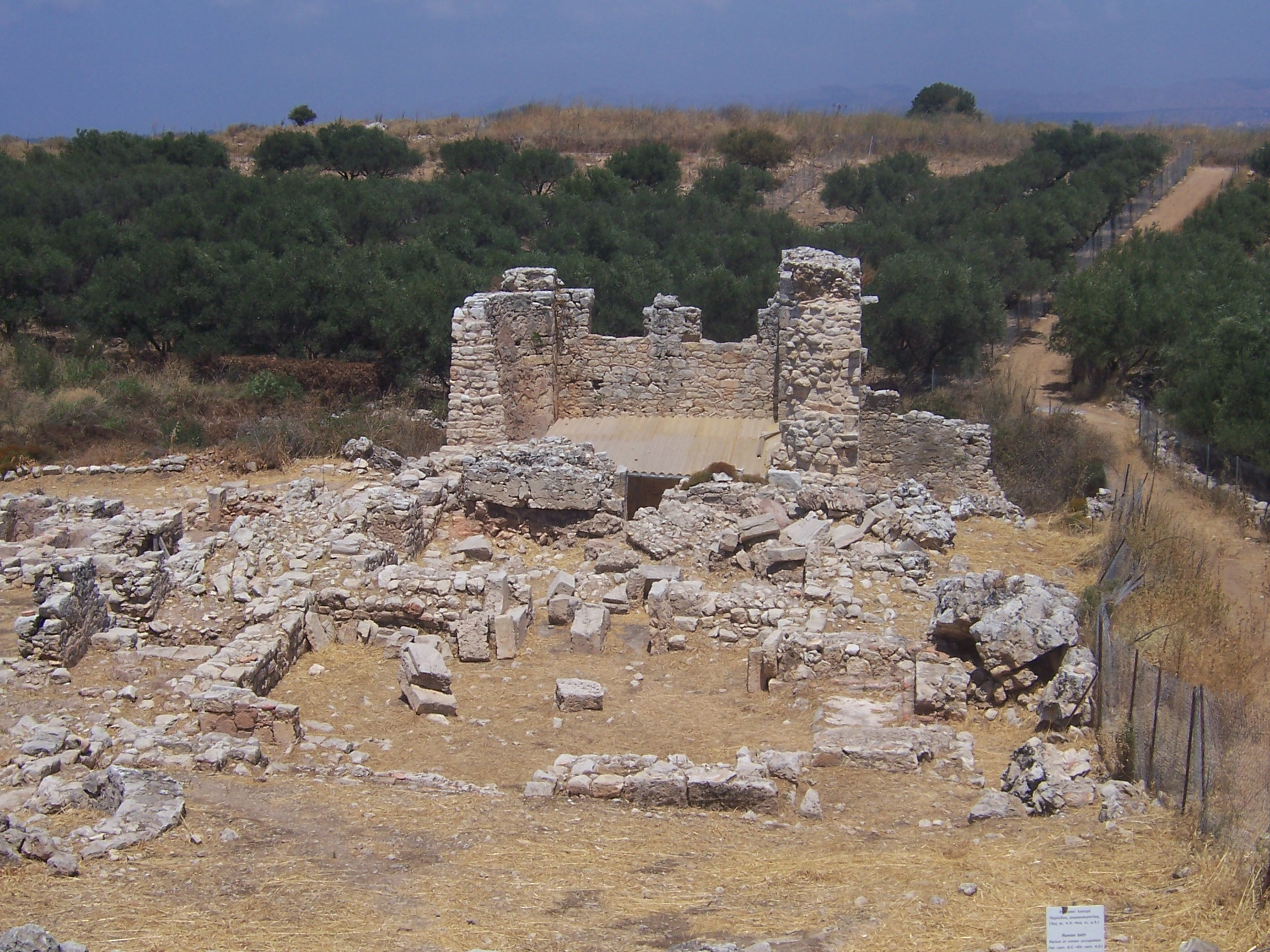
Les bains

#### Villa au péristyle

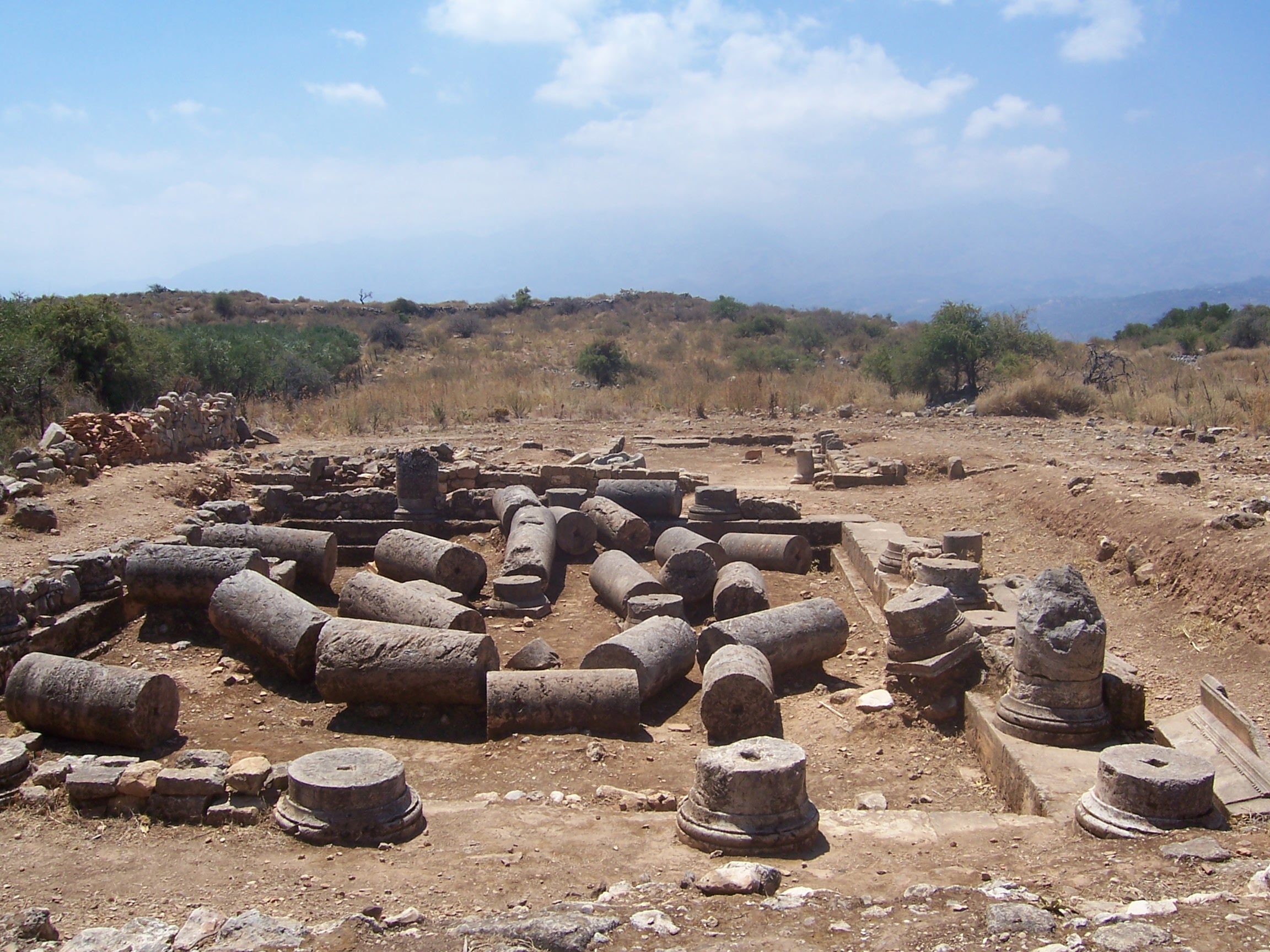
La villa

Une villa, dite « villa au péristyle », en partie fouillée, permet de mieux connaître l'architecture résidentielle à Aptera. Elle est datée de la période romaine (fin Ier siècle av. J.-C. - début Ier siècle). À partir de ce qui a été découvert, on peut supposer que les standards architecturaux d'Aptera suivent ceux de la période hellénistique des îles de l'Égée et de l'Asie mineure. La « villa au péristyle » est basée sur ces standards et possède un péristyle intérieur, d'une allée recouverte d'un toit en tuiles. Le toit est supporté par des colonnes, de type dorique. Cette villa aurait été détruite par le tremblement de terre de 364-365. Une petite statue d'Aphrodite en marbre, un buste d'Hermès provenant d'une stèle, des pièces et des poteries à usage quotidien ont été retrouvés dans l'atrium de la villa. Cet atrium est le centre de la villa autour duquel s'organise le reste du bâtiment. Un second atrium, dans la partie sud du bâtiment, abrite les restes d'un puits, alimenté par des tuyaux récupérant les eaux de pluie. En effet, l'absence de sources sur la colline d'Aptera a forcé les habitants de la cité à construire des puits et des citernes individuelles pour les besoins personnels et des ouvrages plus importants pour les besoins généraux de la cité. Près du puits, on peut trouver un bassin en pierre ainsi qu'un petit seau et un pressoir à olive en pierre. Dans les autres pièces de la villa, ont été retrouvées des poteries d'usage quotidien, des pièces, des parties métalliques de portes et de fenêtres.

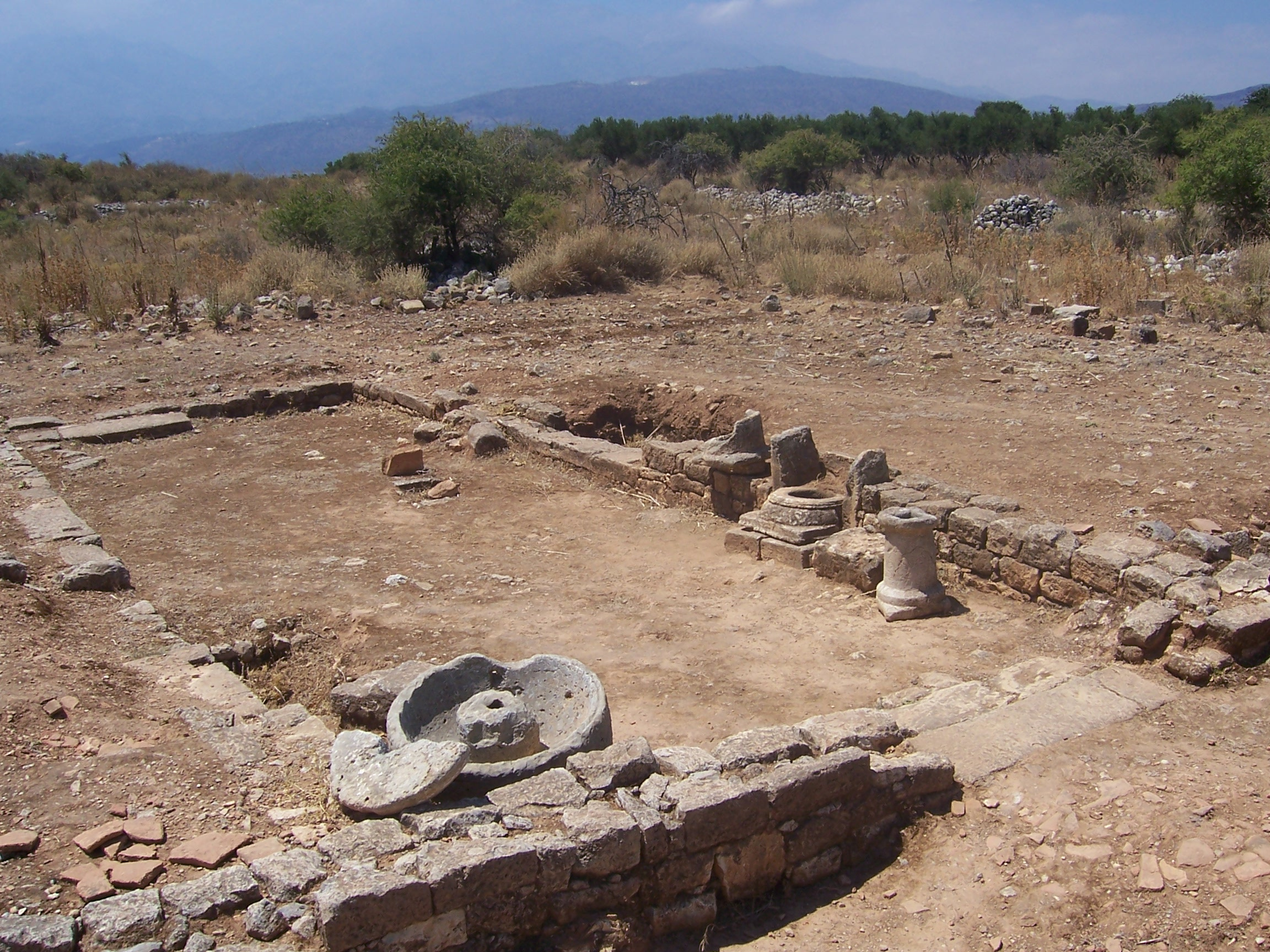
Le pressoir et le puits
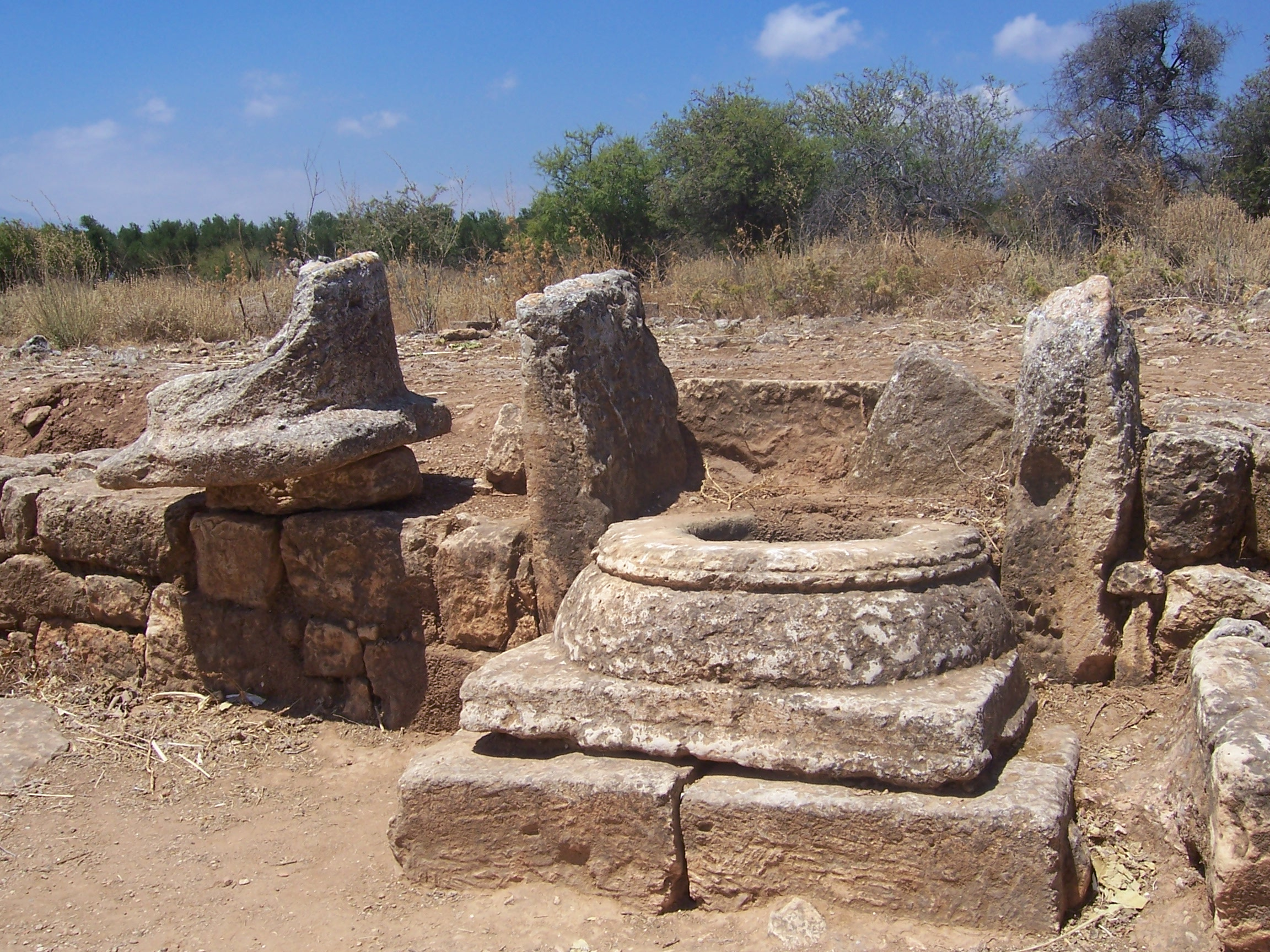
Le puits

#### Théâtre
Une cavité située au sud-est du site abrite le théâtre de la cité. Le mauvais état actuel du théâtre fut causé au XIXe siècle par l'utilisation du site comme carrière. Le théâtre fut alors une source de choix pour les constructions des alentours. Les voyageurs du XIXe siècle décrivent en effet un théâtre en meilleur état. La largeur maximum de l'ensemble est de 55 mètres et de 18 mètres pour l'orchestra. La partie fouillée indique que les gradins étaient faits de sièges taillés dans la pierre.

#### Fortifications

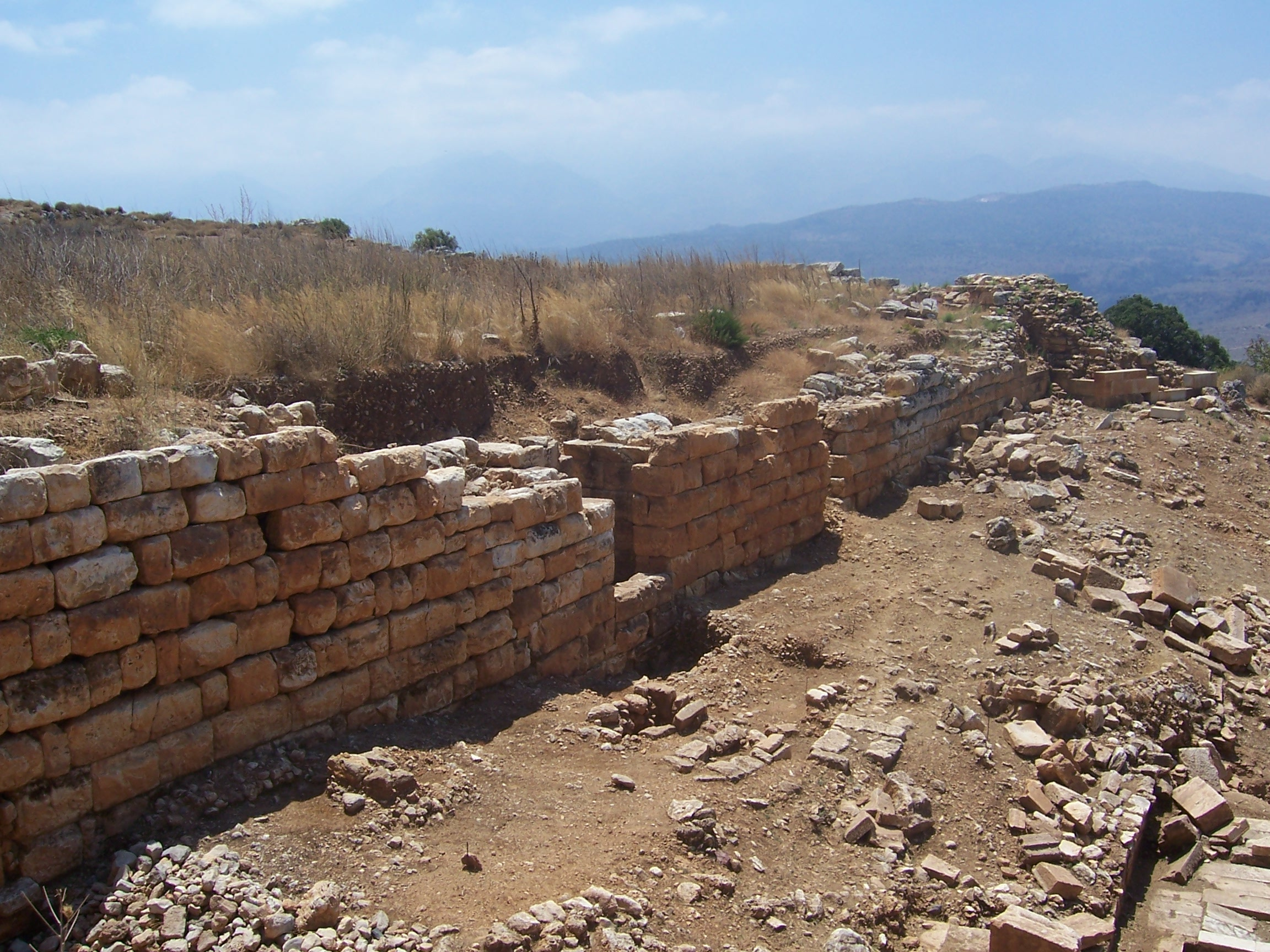
Fortifications ouest, selon le système pseudo-isodome

La muraille entourant Aptera, longue de 3 480 mètres, entoure toute la zone plane de la colline sur laquelle la cité fut construite. Ce mur fut élevé dans la seconde moitié du IVe siècle,, mais on note une différence de finition en divers endroits de la muraille : ainsi une attention plus grande a été portée aux parties ouest et sud-ouest, selon le système pseudo-isodome qui est un genre de maçonnerie adopté par les architectes grecs, dans lequel toutes les pierres étaient taillées et équarries à la même hauteur, de telle sorte que, quand on les plaçait, les assises étaient toutes régulières et égales. De simples pierres ont été parfois utilisées dans les parties sud et est, là où la construction du mur n'a pas été la plus soignée. Sur les murs est et nord, le mur est composé de pierres octogonales, et ressemble à un mur cyclopéen, ce qui explique pourquoi on a longtemps cru que ces murailles, d'une hauteur de près de 4 mètres et d'une épaisseur de 2 mètres environ, étaient beaucoup plus anciennes : Pashley avait notamment fait un rapprochement avec l'enceinte de Tyrinthe.
La protection assurée par ces murailles était renforcée par des tours de fortification, surtout sur le mur ouest, le plus facile d'accès et donc le plus dur à défendre. L'une d'entre elles a été identifiée sur le mur ouest : elle est de plan rectangulaire, et un effort particulier a été porté à la taille de ces pierres et à la qualité de ses joints afin d'assurer la meilleure résistance possible. Toujours sur le mur ouest, la porte principale de la ville a été identifiée. Une autre porte, appelée sideroporti (« porte de fer ») a été identifiée sur la partie nord des murailles et devait mener vers le port de Kissamos. Une troisième porte, au sud-est, devait mener vers la vallée.

#### Nécropoles

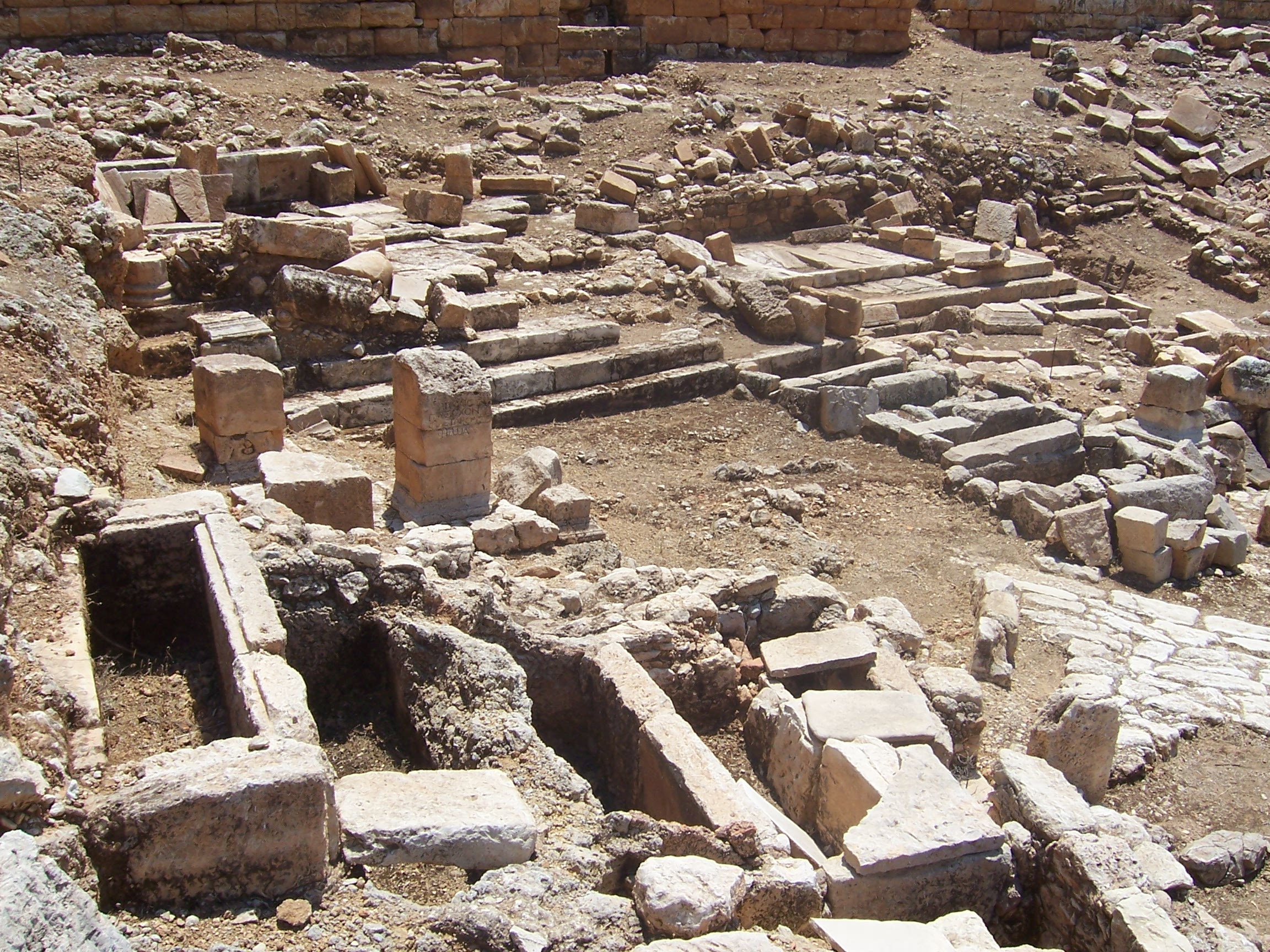
Cimetière ouest

Aptera possédait deux cimetières qui se trouvaient au sud-est et à l'ouest de la cité. Le premier n'a pas été encore fouillé, bien que plusieurs tombes taillées à même la roche puissent être facilement identifiées et aient toutes été pillées par le passé. Leur architecture semble indiquer qu'elles sont d'époque romaine,. Au contraire, le cimetière ouest a été amplement fouillé, en partie grâce à des fouilles de sauvetage parce que son emplacement correspond à l'établissement du village de Pakalona, au XIXe siècle, bourg qui continue à se développer. De nombreuses tombes de ce cimetière furent également pillées.
Déjà, Pashley put en localiser certaines facilement. Il en décrit deux : la première faite pour accueillir trois corps, la seconde quatre corps. Les plus anciennes tombes, qui accréditent la date de la fondation de la cité, remontent à la période géométrique (VIIIe siècle av. J.-C.). Le mort était généralement enterré dans un large pithos, placé ensuite dans une tombe creusée à même la roche. Aux côtés du pithos, étaient placées des offrandes, souvent des poteries assez simples. Dans les périodes suivantes (VIIe siècle av. J.-C. au Ier siècle av. J.-C.), le type de tombe le plus courant est la tombe rectangulaire, creusée dans une roche tendre et recouverte d'un bloc de pierre. On trouve également des tombes faites d'épais blocs de pierres pour les parois et la couverture (tombes à ciste). Une troisième sorte, la plus simple, peut être observée. Il s'agit de tuiles assemblées autour du corps du défunt et qui permettent à la couverture de reposer. Ce système est utilisé par les familles les plus modestes,.

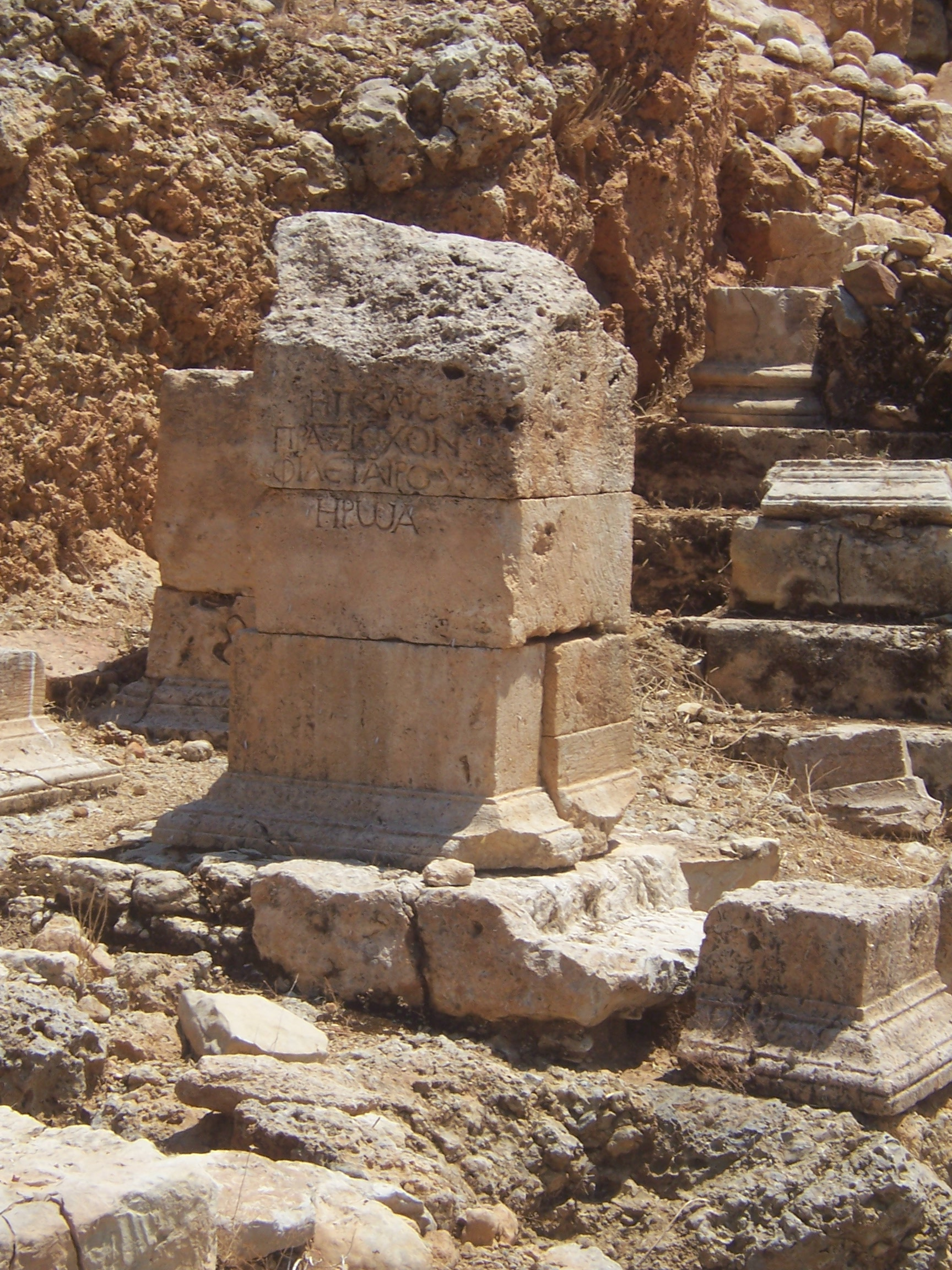
Stèle de l'héroon

À l'époque romaine, le type de tombe le plus commun est celui de chambre funéraire taillée dans la roche et dans laquelle on descend par un escalier. L'entrée est fermée par un bloc de pierre. On y a trouvé des poteries et des lampes à huile, ainsi que des figurines d'argile, des bijoux et des pièces. Ces tombes contiennent des inscriptions, dont les noms des habitants inhumés. La présence de tombes à l'intérieur des murs de la cité permet de laisser croire que toute la surface entourée par les murailles n'est pas habitée.
Au sein de la nécropole ouest, on peut voir les restes d'un hérôon de l'époque romaine (Ier et IIe siècles). Entre deux rangées de tombes ont été découverts six bases de stèles qui formaient un mémorial. Ces stèles, sur lesquelles reposaient certainement des statues, furent élevées en l'honneur de citoyens d'Aptera, pour services rendus à la cité. Cinq des bases restantes portent des inscriptions,. La destruction de cet héroon fut certainement causée par l'implantation toute proche de tombes chrétiennes du VIe et VIIe siècles.

### Monuments plus tardifs
Deux bâtiments, construits sur le site d'Aptera, sont visibles aujourd'hui. Construits après l'abandon du site, ils ne témoignent en rien de l'ancienne Aptera mais ont simplement été édifiés dans le périmètre cerné par les murailles de l'ancienne cité.

#### Monastère Saint Jean le Théologien
Fondé vers 1182 et dédié à Saint Jean le Théologien, ce monastère se dresse au centre de l'ancienne cité. Propriété du monastère Saint-Jean-le-Théologien de Patmos, il garde un statut de métochion jusqu'en 1964, date à laquelle il cesse d'être occupé. Georges Perrot utilise même le terme de métairie pour décrire le monastère. Richard Pococke nous indique que, lors de son passage, il a pu voir un monastère en ruines au milieu de l'ancienne cité, qui pourrait donc être celui-ci. Pourtant Pashley se rend au monastère au siècle suivant. Il nous apprend, lors de son passage en 1833, que les moines possèdent les champs d'oliviers entourant l'édifice, mais que ceux-ci étaient abandonnés depuis le début des combats liés à la guerre d'indépendance grecque en 1822. Pour Spratt, les moines sont aidés dans leur tâche par des paysans des environs. Il rapporte également les difficultés des religieux à faire face aux vols commis par les habitants de l'Apokóronas ou de Sfakiá qui dérobent bétail et blé.
Les moines fournissent à Pashley des pièces de monnaie retrouvées dans la terre autour du monastère, qui lui permettent de faire la relation entre les ruines et la cité d'Aptera. Les voyageurs mentionnent la présence de mosaïques à l'emplacement de l'actuelle chapelle du monastère. Elles seraient la preuve de l'existence d'une basilique chrétienne plus ancienne. Le monastère, désormais abandonné par les moines, abrite les équipes d'archéologues qui travaillent sur le site. Une des salles accueille également une exposition sur l'histoire, l'architecture et les fouilles entreprises sur le site.

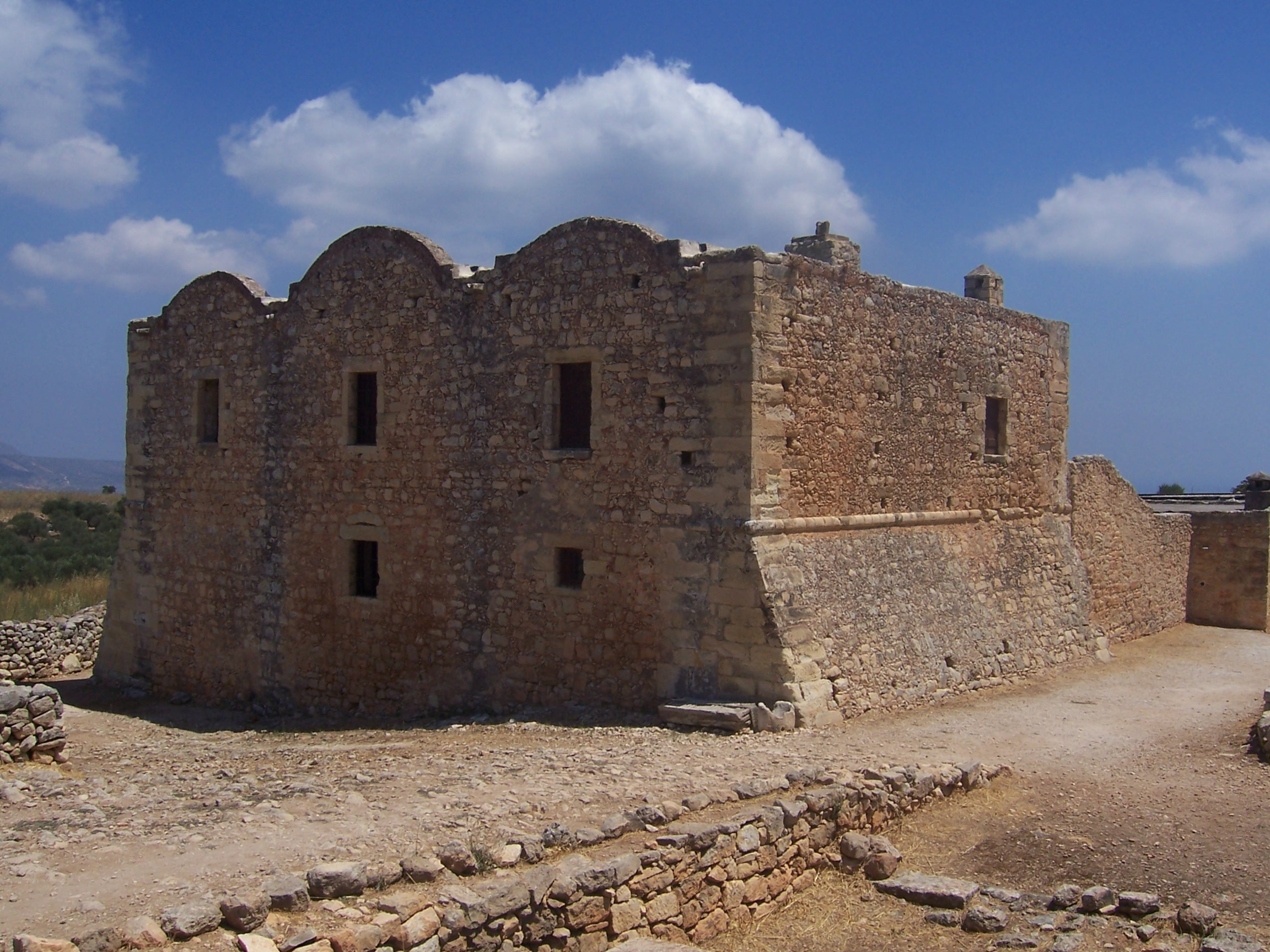
Monastère. Vue extérieure
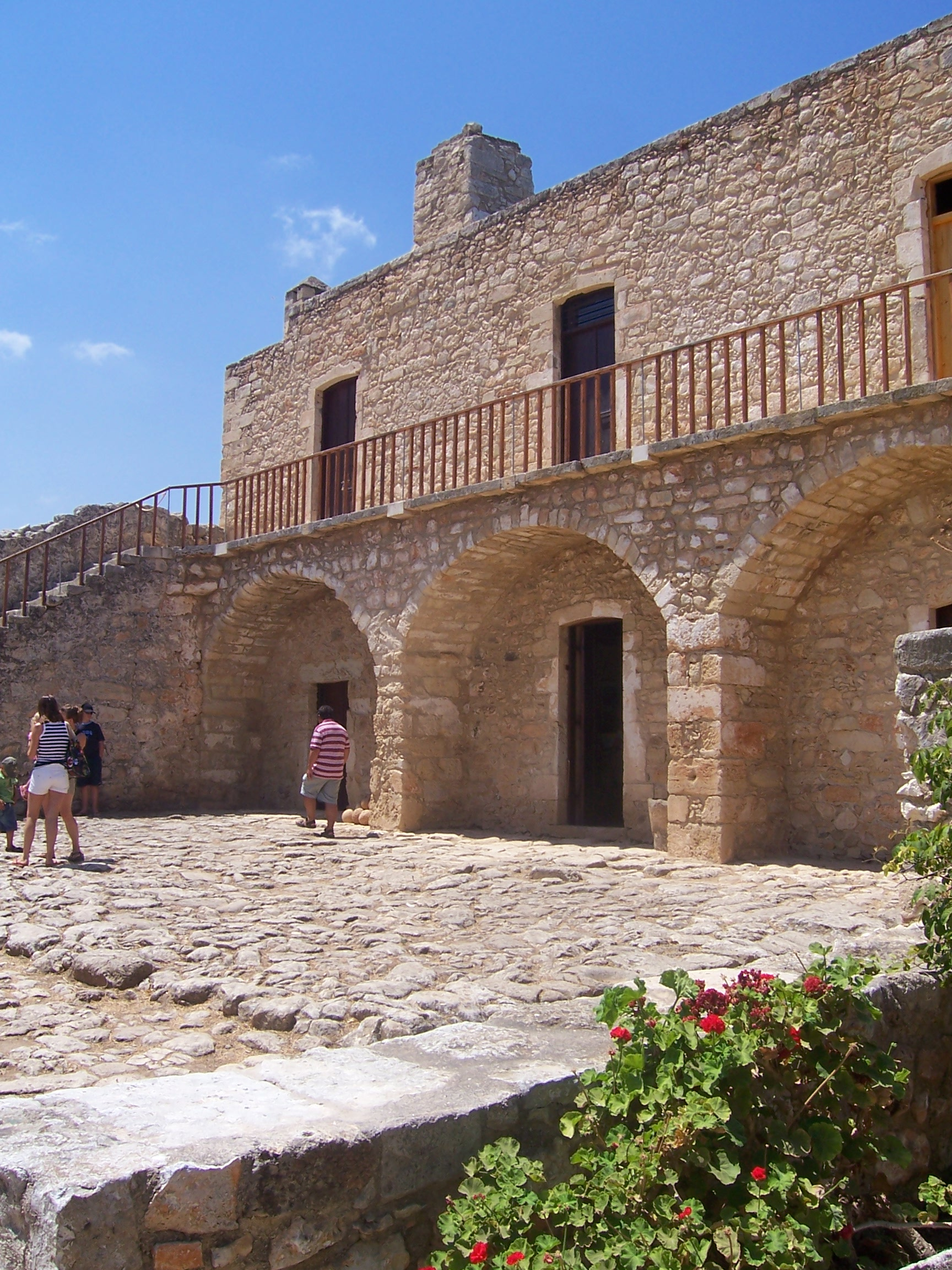
Cloître
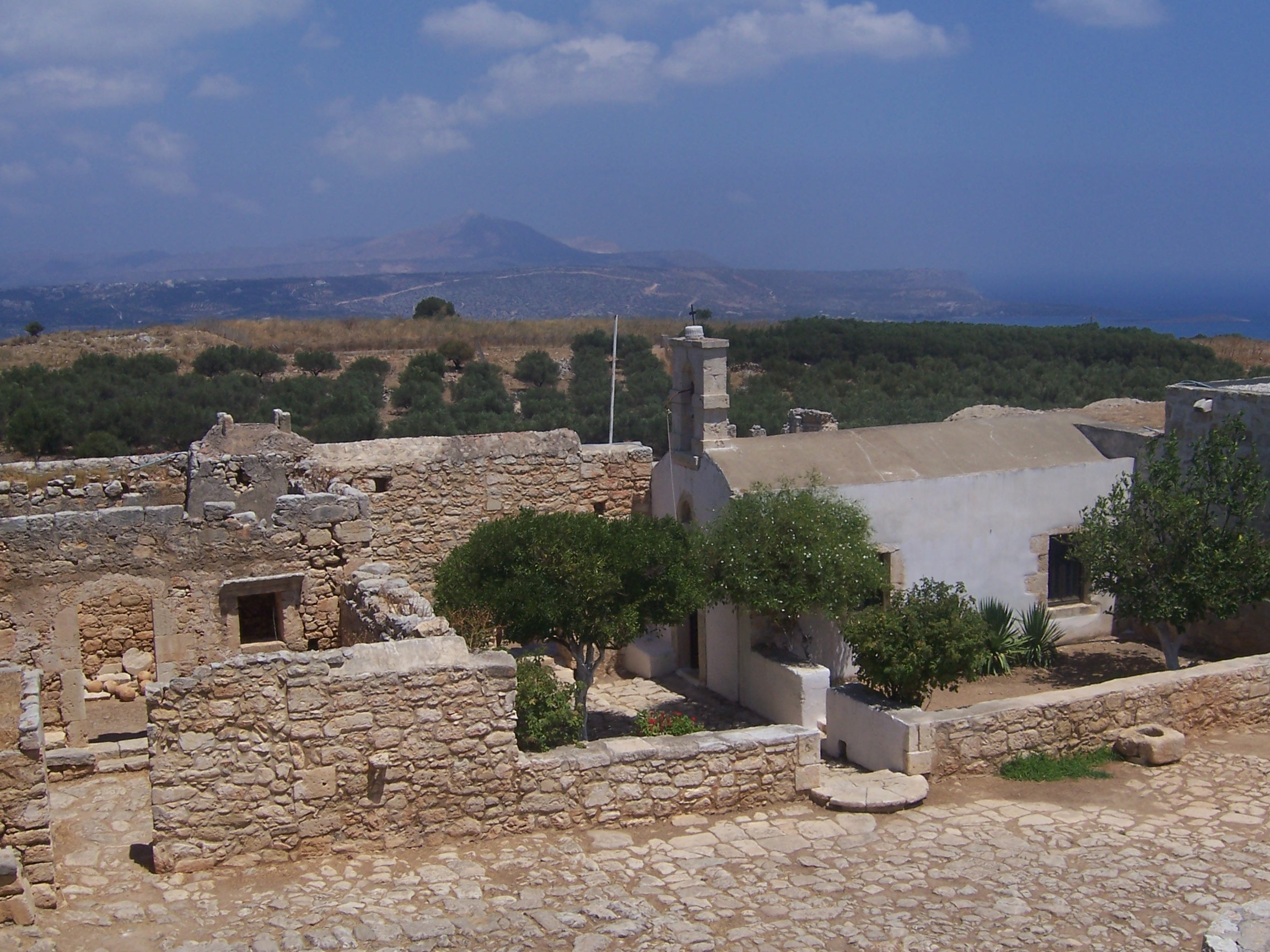
Chapelle

#### Forteresse turque
À l'extrémité nord-est de l'espace décrit par les murailles, s'élève une forteresse, construite une première fois par les Vénitiens au XVIe siècle, avant d'être détruite par des pirates en 1583. Les ruines sont encore visibles lors du passage de Spratt dans les années 1850, qui, bien qu'il reconnaisse les restes d'une ancienne forteresse, pense qu'elles sont d'époque romaine ou médiévale. La forteresse est restaurée par les Ottomans en 1866-1867, lors de la révolte crétoise de 1866-1869 et porte le nom de Koules (du turc, la Tour/le Fort, nom de plusieurs forteresses crétoises). Sa construction se fit en partie grâce aux matériaux récupérés dans les ruines de la cité antique. Lors de son passage en Crète au XVIIIe siècle, Richard Pococke décrit les ruines d'une tour semi-circulaire qui défendait probablement le passage.
Le bâtiment est de forme plutôt rectangulaire : de 35 mètres de long sur 25 mètres de large flanqué de deux tours sur sa façade méridionale. La façade nord décrit un arc de cercle. La forteresse domine toute la baie de Souda et la vallée de l'Apokóronas en direction de Kalyvès et de Vámos. Elle domine également la forteresse d'Itzedin, construite par les Ottomans en 1872, juste en contrebas du premier fort. Le fort fait désormais partie d'un programme de reconstruction mené par le ministère de la Culture grec.

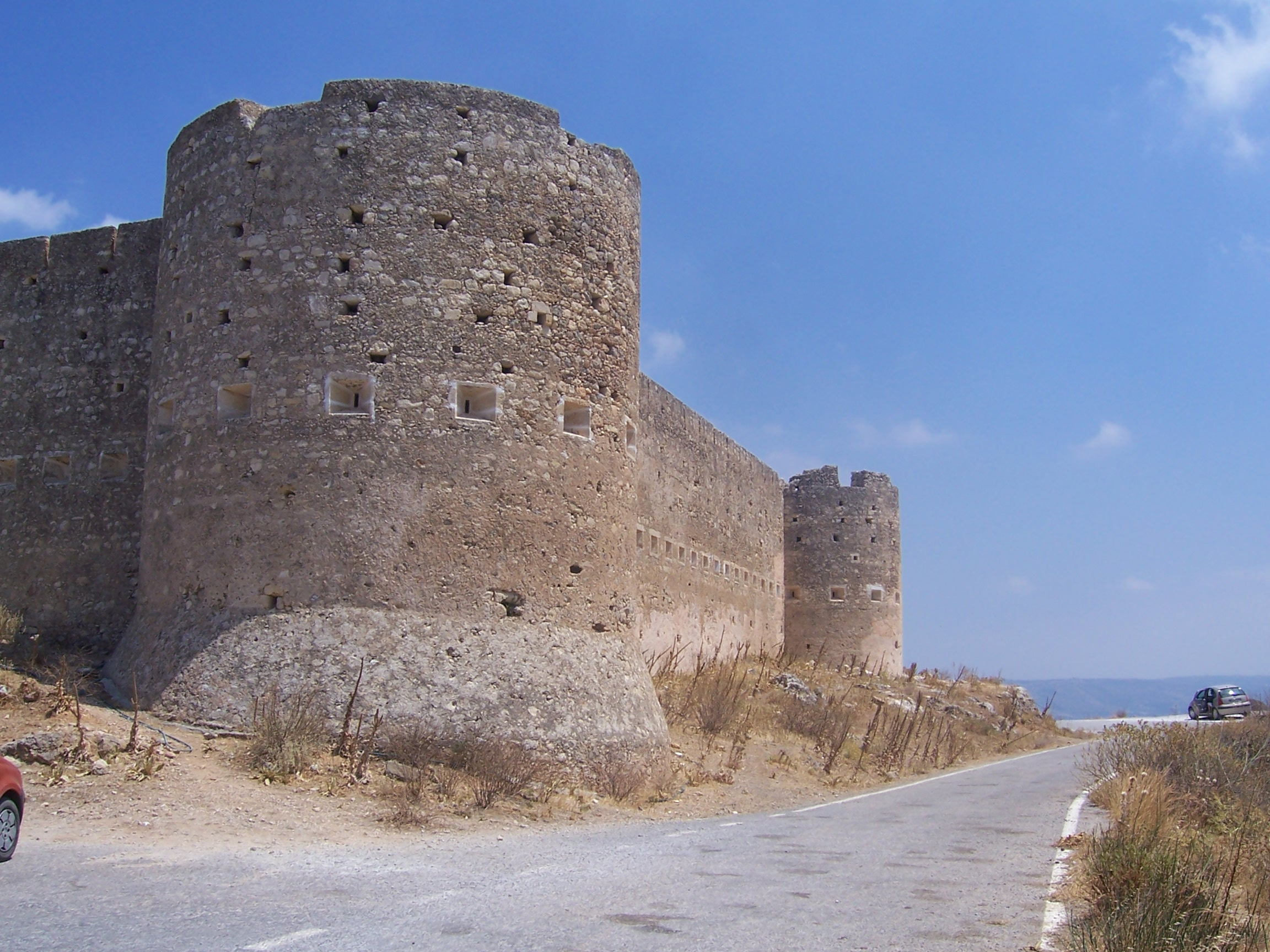
Forteresse
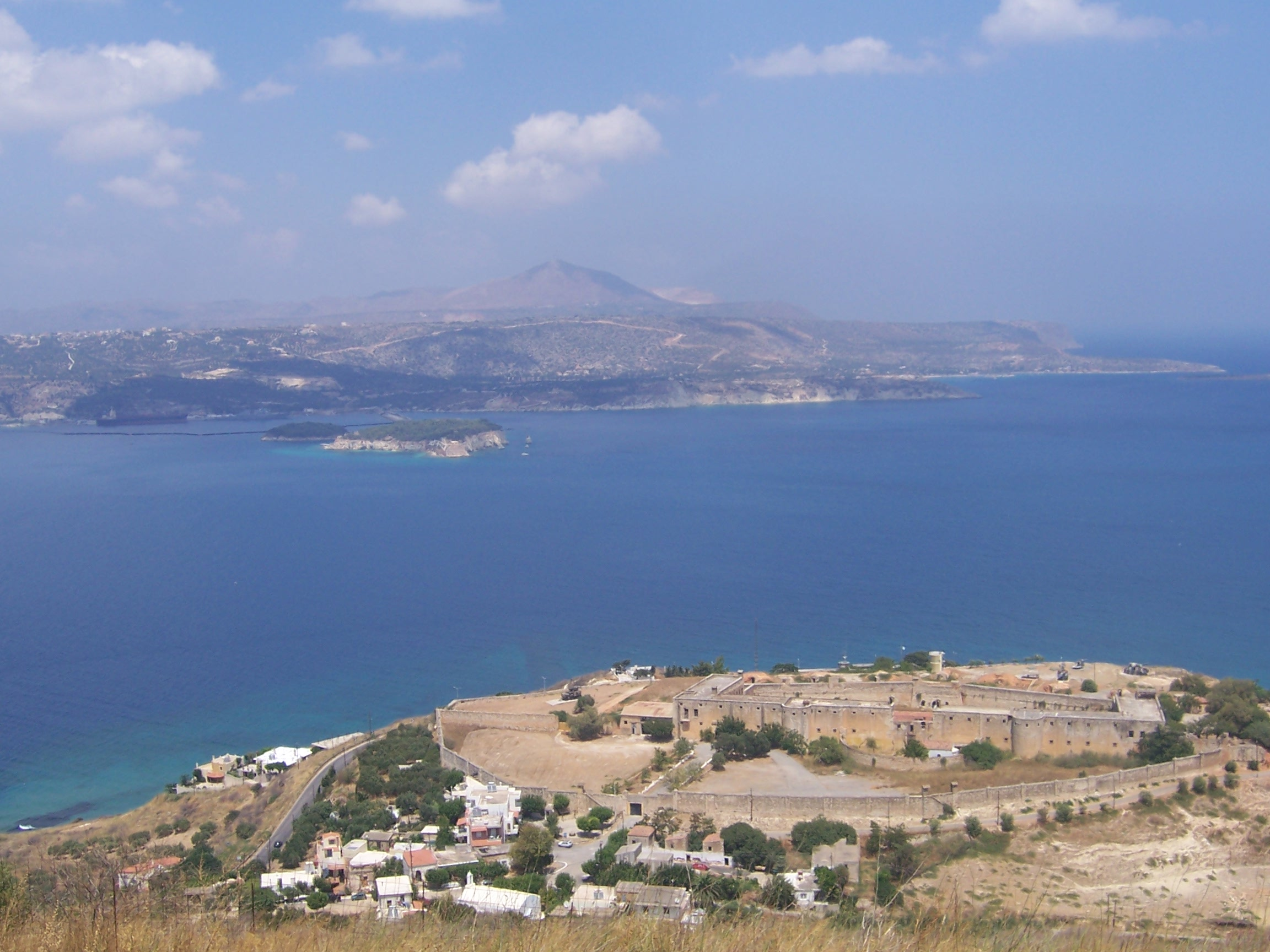
Baie de Souda et forteresse d'Itzedin depuis la forteresse d'Aptera
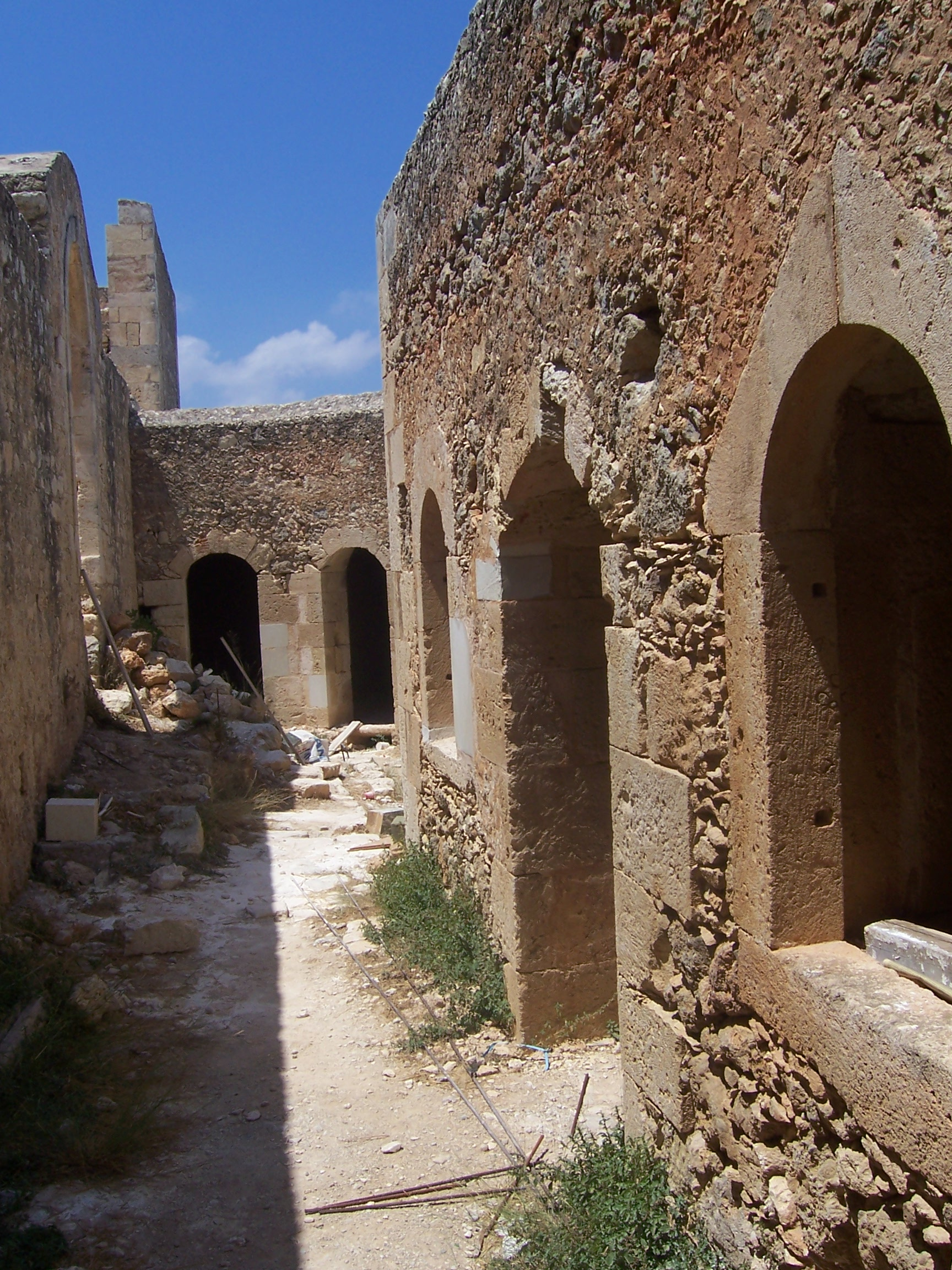
Intérieur de la forteresse